# Noxon (Montana)
Noxon es un lugar designado por el censo ubicado en el condado de Sanders en el estado estadounidense de Montana. En el Censo de 2010 tenía una población de 218 habitantes y una densidad poblacional de 69,33 personas por km².

## Geografía
Noxon se encuentra ubicado en las coordenadas 47°59′5″N 115°46′14″O / 47.98472, -115.77056. Según la Oficina del Censo de los Estados Unidos, Noxon tiene una superficie total de 3.14 km², de la cual 3.14 km² corresponden a tierra firme y (0%) 0 km² es agua.

## Demografía
Según el censo de 2010, había 218 personas residiendo en Noxon. La densidad de población era de 69,33 hab./km². De los 218 habitantes, Noxon estaba compuesto por el 93.58% blancos, el 0% eran afroamericanos, el 1.83% eran amerindios, el 0.46% eran asiáticos, el 0% eran isleños del Pacífico, el 0% eran de otras razas y el 4.13% pertenecían a dos o más razas. Del total de la población el 2.75% eran hispanos o latinos de cualquier raza.